# Maudheimská medaile
Maudheimská medaile (norsky Maudheimmedaljen) je norská pamětní medaile založená roku 1951 králem Haakonem VII. Udělena byla členům norsko-britsko-švédské antarktické expedice.

## Historie a pravidla udílení
Medaile byla založena dne 14. listopadu 1951 norským králem Haakonem VII. Udílena byla členům norsko-britsko-švédské expedice na Antarktidu, která se uskutečnila v letech 1949 až 1952. Tato výprava byla první svého druhu, kdy se takové expedice účastnil i mezinárodní vědecký tým. Během expedice byla v únoru 1950 založena základna Maudheim na pobřeží Země královny Maud. Medaile byla udělena pouze 18 lidem.

## Popis medaile
Podoba medaile je zcela shodná se stříbrnou Královou medailí za zásluhy. Medaile kulatého tvaru je vyrobena ze stříbra. Na přední straně je podobizna krále Haakon VII. Při vnějším okraji je nápis HAAKON VII • NORGES KONGE • ALT FOR NORGE. Na zadní straně je věnec z dubových větví čtyřikrát propletený stuhou. Na okraji medaile je nápis KONGENS FORTJENSTMEDALJE. Uprostřed je vyryto jméno příjemce a rok udělení. Medaile je převýšena královskou korunou.
Stuha je červená se žlutým pruhem uprostřed. Na stuze je spona s nápisem MAUDHEIM 1949–1952.